# Muraltia mutabilis
Muraltia mutabilis är en jungfrulinsväxtart som beskrevs av Margaret Rutherford Bryan Levyns. Muraltia mutabilis ingår i släktet Muraltia och familjen jungfrulinsväxter. Inga underarter finns listade i Catalogue of Life.